# رئیس‌جمهور گرجستان
رئیس‌جمهور گرجستان (گرجی: საქართველოს პრეზიდენტი) رئیس حکومت، فرمانده کل قوا، و دارندهٔ بالاترین مقام در دولت گرجستان است. قوه مجریه را نخست‌وزیر گرجستان (رئیس دولت) عهده‌دار است. این مقام برای نخستین بار توسط پارلمان گرجستان در ۱۴ آوریل ۱۹۹۱، پنج روز پس از اعلام استقلال گرجستان از اتحاد جماهیر سوسیالیستی شوروی معرفی شد. رئیس‌جمهور برای یک دورهٔ پنج ساله انتخاب می‌شود. رئیس‌جمهور کنونی گرجستان میخیل قاولاشویلی است، که در ۲۹ دسامبر ۲۰۲۴ کار خود را آغاز کرد.

## فهرست رئیس‌جمهوران گرجستان
| # | نام                             | تصویر              | دوره                                | تاریخ انتصاب                                       | تاریخ اتمام مقام        | حزب سیاسی                  |
| - | ------------------------------- | ------------------ | ----------------------------------- | -------------------------------------------------- | ----------------------- | -------------------------- |
| ۱ | زویاد گامساخوردیا               |                    | ۱                                   | ۱۴ آوریل ۱۹۹۱ (Appointed) ۲۶ می ۱۹۹۱ (Inaugurated) | ۶ ژانویه ۱۹۹۲ (Deposed) | گرجستان آزاد               |
| ۲ | ادوارد شواردنادزه               |                    | ۱                                   | ۲۶ نوامبر ۱۹۹۵ (Inaugurated)                       | ۳۰ آوریل ۲۰۰۰           | اتحادیه شهروندان گرجستان   |
| ۲ | ادوارد شواردنادزه               | ۲                  | ۳۰ آوریل ۲۰۰۰ (Inaugurated)         | ۲۳ نوامبر ۲۰۰۳ (Resigned)                          |                         | اتحادیه شهروندان گرجستان   |
|   | نینو بورجانادزه (کفیل)          |                    |                                     | ۲۳ نوامبر ۲۰۰۳                                     | ۲۵ ژانویه ۲۰۰۴          | حزب جنبش اتحاد ملی گرجستان |
| ۳ | میخیل ساآکاشویلی                |                    | ۱                                   | ۲۵ ژانویه ۲۰۰۴ (Inaugurated)                       | ۲۵ نوامبر ۲۰۰۷          | حزب جنبش اتحاد ملی گرجستان |
|   | نینو بورجانادزه (کفیل)          |                    |                                     | ۲۵ نوامبر ۲۰۰۷                                     | ۲۰ ژانویه ۲۰۰۸          | حزب جنبش اتحاد ملی گرجستان |
| ۳ | میخیل ساآکاشویلی                |                    | ۲                                   | ۲۰ ژانویه ۲۰۰۸ (Inaugurated)                       | ۱۷ نوامبر ۲۰۱۳          | حزب جنبش اتحاد ملی گرجستان |
| ۴ | گیورگی مارگولاشویلی (born 1969) |                    | 1                                   | ۱۷ نوامبر ۲۰۱۳ (Inaugurated)                       | ۱۶ دسامبر ۲۰۱۸          | حزب رؤیای گرجستان          |
| ۵ | سالومه زورابیشویلی (born 1952)  | سالومه زورابیشویلی | انتخابات ریاست‌جمهوری گرجستان (۲۰۱۸) | ۱۶ دسامبر ۲۰۱۸ (Inaugurated)                       | متصدی کنونی             | مستقل                      |